# 馬錦明慈善基金馬可賓紀念中學
馬錦明慈善基金馬可賓紀念中學為香港一所位於屯門大興、以英語授課的津貼中學，於1997年創辦。

## 歷史
此校於1996年由香港神託會申辦，並獲分配現址校舍創建新中學，亦是自同系培成小學1991年完成重置後，首間以神託會法人名義開辦的學校。因工程受天雨嚴重影響，校舍直至1997年8月29日才能交付，並於兩日後開課。由於此校獲「馬錦明慈善基金」捐贈500萬元籌辦款項，因而以商人馬錦明先父馬可賓冠名。
1999年2月4日，此校舉行揭幕典禮，由時任教統局長王永平及捐款人馬錦明主持。
自2010年起，此校先轉為中、英文混合制中學，兩年後再升格為英文中學至今。

## 校舍
此校為一所1995年版靈活式校舍，佔地7,416平方米，設26間課室及各種特別室。校舍屬卓爾居工程一部分，由怡輝建築承建，1997年完工，亦是全港唯一由私人發展商代建的同類校舍。

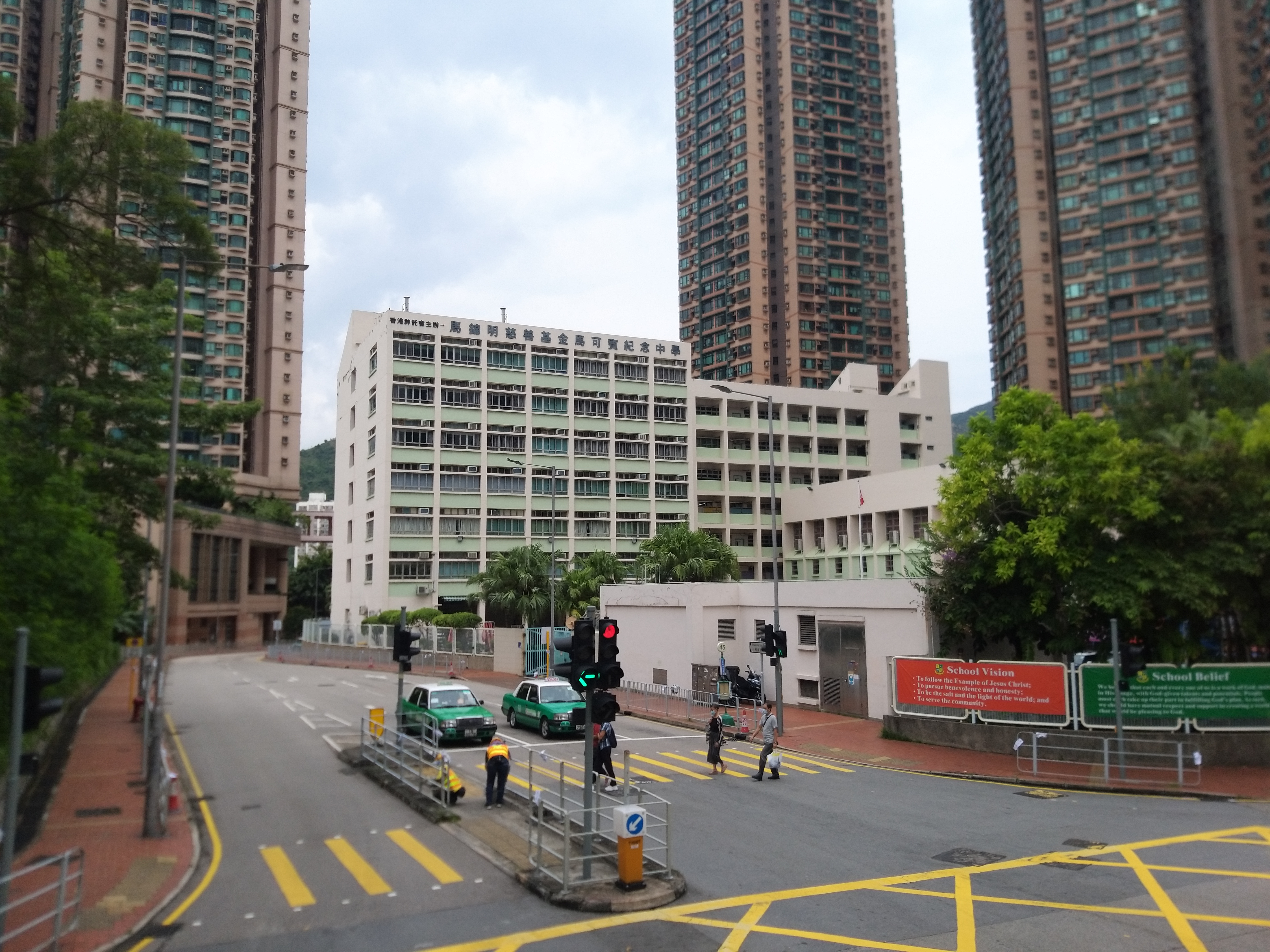
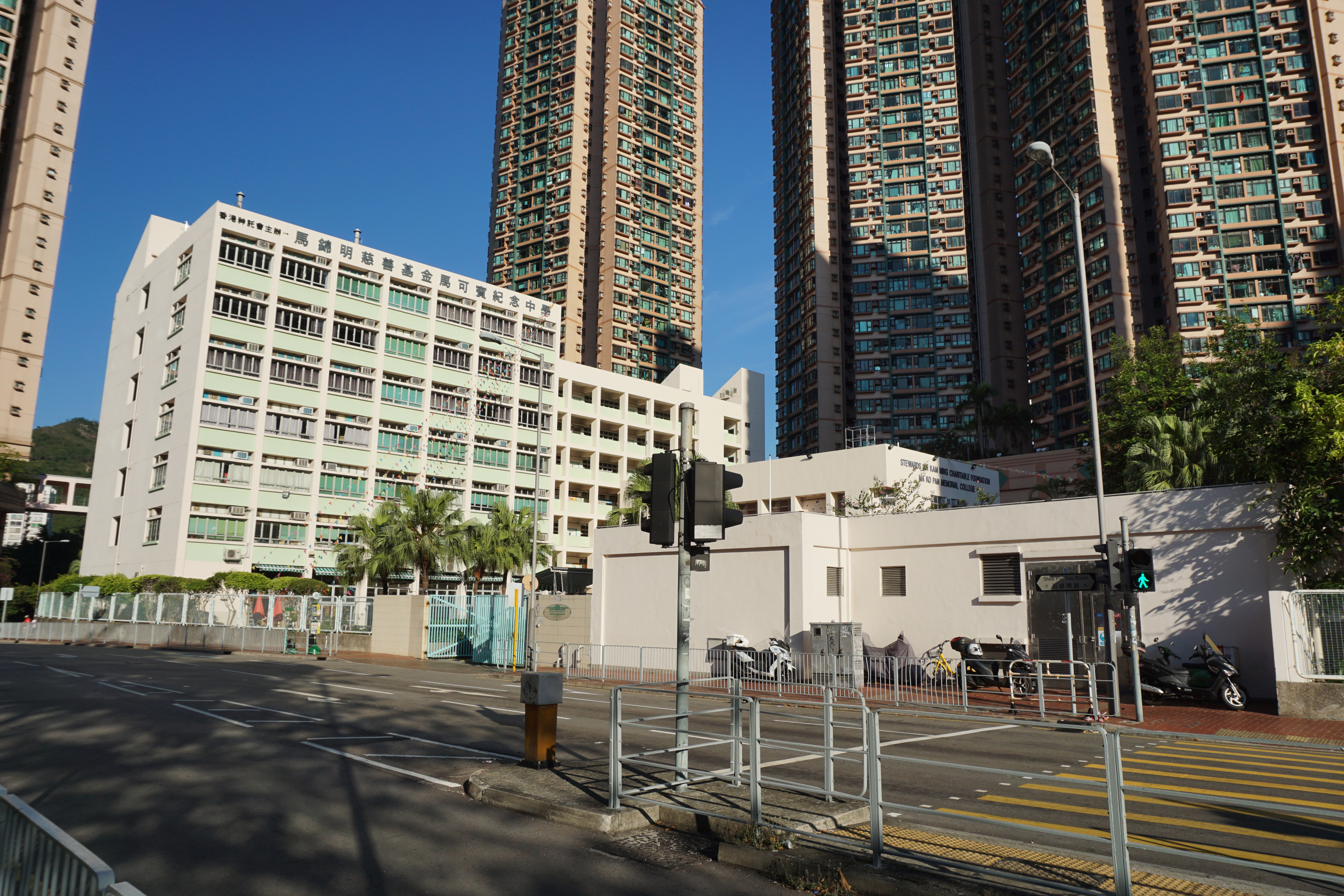
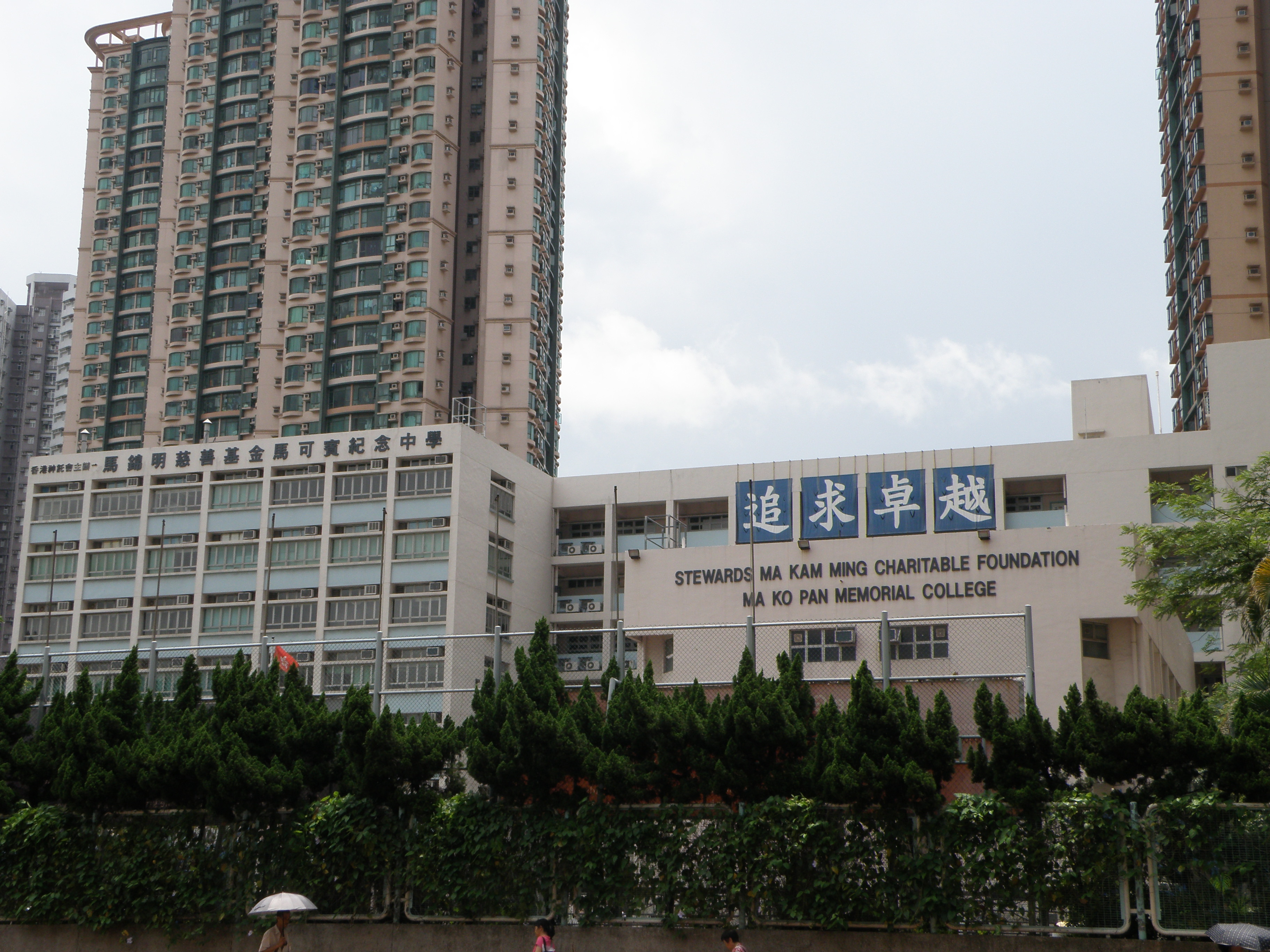

## 歷任管治人員

### 校監
- 艾德根先生（1997年-？，創校校監）[8]
- 彭秋嫦女士（現任校監）

### 校長
- 陳加恩先生[9]（1997年-2011年，創校校長）
- 葉志兆博士（2011年-2020年，後轉職至民生書院）
- 張冠康先生（2020年起，現任校長）

## 事件
- 2010年中，此校被學生投訴綜合科學科教師在授課期間，於講授內容混入僅屬偽科學的「神創論」及「智慧設計論」，且未就此作出任何解說[10]。
- 2011年12月1日，有市民於此校開放日期間，發現由校方代為飼養的寵物生活於不適切環境，隨即向愛護動物協會舉報。事後，校方於壓力下將其中兩隻兔歸還予原來主人[11]。

## 著名校友
- 楊愛瑾︰香港知名電影演員、歌手，女子組合Cookies成員[12]
- 吳凱琪︰香港模特兒。
- 賴嘉汶：2016年立法會選舉新界西參選人、屯門區議會屯門北區議員，民建聯兼新界社團聯會成員、青年民建联副秘書長。[13]
- 楊樂笙：商業電台DJ
- 方誠義：香港男子籃球代表隊成員
- 陸平中：港超聯球隊天水圍飛馬球員
- 周可茵：無綫電視新聞主播
- 李家偉：前屯門區議會富新區議員，現移民至英國。
- 梁逸朗：香港政治人物，原熱血公民成員[14]，並曾參與2019年香港區議會選舉[15]。

## 註解
1. ↑  2021/22年度[1]
2. ↑  2020/21年度[2]
3. ↑  全稱「香港神託會主辦馬錦明慈善基金馬可賓紀念中學」

## 外部連結
- 馬錦明慈善基金馬可賓紀念中學官方網站 （页面存档备份，存于）